# Aurélien-Marie Lugné-Poe

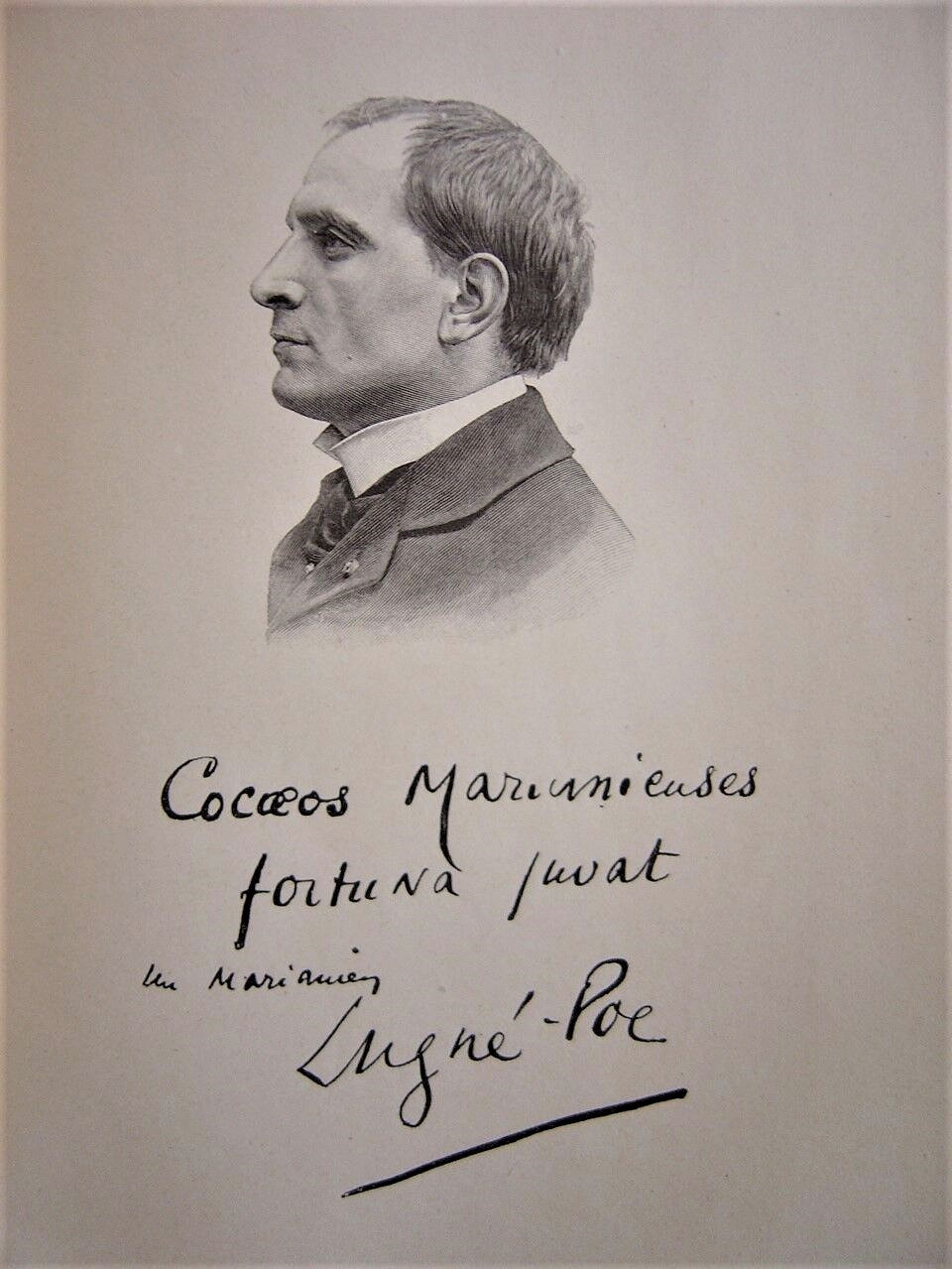
Aurélien Lugné-Poe (um 1903)

Aurélien Marie Lugné (* 27. Dezember 1869 in Paris; † 19. Juni 1940 in Villeneuve-les-Avignon), bekannt unter seinem Künstlernamen und Pseudonym Lugné-Poe, war ein französischer Schauspieler, Regisseur und Bühnenbildner.
Lugné-Poe wurde bekannt für seine Arbeit am 1893 von ihm gegründeten Théâtre de l’Œuvre. Vor allem machte Lugné-Poe das französische Publikum mit den skandinavischen Autoren August Strindberg und Henrik Ibsen vertraut.

## Inszenierungen bzw. Auftritte
- 1888 Les Bouchers von Fernand Icres, Regie: André Antoine, Théâtre des Menus-Plaisirs
- 1890 Le Pain d’autrui (Das Gnadenbrot) von Iwan Sergejewitsch Turgenew, Regie: André Antoine, Théâtre des Menus-Plaisirs
- 1892 Lysistrata von Maurice Donnay nach Aristophanes, Théâtre de l’Athénée-Louis-Jouvet
- 1893 Pelléas et Mélisande von Maurice Maeterlinck, Théâtre des Bouffes-Parisiens
- 1893 Rosmersholm von Henrik Ibsen, Théâtre des Bouffes du Nord
- 1893 Un ennemi du peuple von Henrik Ibsen, Théâtre des Bouffes du Nord
- 1893 Âmes solitaires (Einsame Menschen) von Gerhart Hauptmann, Théâtre des Bouffes du Nord
- 1894 Au-delà des forces (Über die Kraft) von Bjørnstjerne Bjørnson, Théâtre des Bouffes du Nord
- 1894 L’Image von Maurice Beaubourg, Théâtre des Bouffes du Nord
- 1894 La Nuit d’avril à Céos von Gabriel Trarieux, Théâtre des Bouffes du Nord
- 1894 Baumeister Solness von Henrik Ibsen, Théâtre des Bouffes du Nord
- 1894 Créanciers (Gläubiger) von August Strindberg
- 1896 König Ubu von Alfred Jarry, Nouveau-Théâtre
- 1901 Au-delà des forces von Bjørnstjerne Bjørnson, Nouveau-Théâtre
- 1905 La Fille de Jorio von Gabriele D’Annunzio
- 1906 Pan von Charles Van Lerberghe, Théâtre Marigny
- 1907 Le Baptême von Alfred Savoir und Fernand Nozière, Théâtre Femina
- 1908 Les Vieux von Pierre Rameil und Frédéric Saisset nach Ignasi Iglesias, Théâtre Fémina
- 1908 La Madone von Paul Spaak, Théâtre Fémina
- 1909 Le Fardeau de la liberté von Tristan Bernard, Théâtre Fémina
- 1910 La Sonate à Kreutzer von Fernand Nozière und Alfred Savoir nach Lew Nikolajewitsch Tolstoi, Théâtre Fémina, Théâtre Réjane
- 1912 Dozulé von André Picard
- 1913 Hamlet von William Shakespeare, Théâtre Antoine
- 1914 Les Cinq Messieurs de Francfort von Charles Roeszler, mise en scène Aurélien Lugné-Poe, Théâtre du Gymnase
- 1920 La Couronne de carton von Jean Sarment, Théâtre de l’Œuvre
- 1920 Le Cocu magnifique von Fernand Crommelynck, Théâtre de l’Œuvre
- 1921 Le Pêcheur d’ombres von Jean Sarment, Théâtre de l’Œuvre
- 1923 La Maison avant tout von Pierre Hamp
- 1923 Berniquel de Maurice Maeterlinck
- 1923 Est-ce possible? von André Birabeau
- 1924 Irène exigeante von André Beaunier
- 1924 La Sonate à Kreutzer von Fernand Nozière und Alfred Savoir nach Lew Tolstoi, Théâtre de l’Œuvre
- 1928 Le Cercle von William Somerset Maugham, Théâtre de l’Œuvre
- 1929 Jules, Juliette et Julien von Tristan Bernard, Théâtre de l’Œuvre
- 1930 Pardon Madame von Romain Coolus und André Rivoire, Théâtre Michel
- 1932 Le Cercle von William Somerset Maugham, Théâtre de l’Œuvre
- 1934 Miss Ba von Rudolf Besier, Théâtre des Ambassadeurs
- 1934 Le canard sauvage von Henrik Ibsen, Regie: Georges Pitoëff, Théâtre du Vieux-Colombier

## Schriften
- Le Sot du tremplin, NRF-Éditions Gallimard, Paris, 1930
- Acrobaties, NRF-Gallimard, Paris, 1930
- Sous les étoiles : Souvenirs de théâtre (1902–1912), NRF-Gallimard, Paris, 1933
- Ibsen, Rieder, Paris, 1937
- Dernière Pirouette, éditions du Sagittaire, Paris, 1946
- Correspondance (1894–1901) avec Romain Rolland, L’Arche, Paris, 1957
- Claudel, homme de théâtre : Correspondance avec Lugné-Poe (1910–1928), Gallimard, Paris, 1964